# Estación Parada Inglesa
Estación Parada Inglesa es una de las estaciones de la Línea 1-Azul del metro de la ciudad Brasileña de São Paulo.
Pertenece al plan de expansión norte de la Línea 1, iniciado en 1996. Su nombre original era Estación Vila Paulicéia, en el proyecto original de la extensión del metro hacia el norte de la ciudad. Hasta 1965, en un lugar muy cercano, funcionaba la estación Parada Inglesa del Tramway da Cantareira, desactivado en el mismo año, pero dio origen al nombre de la Estación.
Fue inaugurada el 29 de abril de 1998, en conjunto con las estaciones Jardim São Paulo y Tucuruvi.

## Ubicación
Es la penúltima estación de la Línea 1 en sentido norte. Se ubica en la Avenida Luiz Dumont Villares, 1721, una avenida que mezcla zonas residenciales y restaurantes. Se encuentra en el distrito de Tucuruvi, en la zona norte de la ciudad de São Paulo. La misma está integrada a una pequeña terminal de ómnibus, con destino a líneas locales, y una hacia Mairiporã.

## Características
Se trata de una estación elevada cerca de 10m del suelo, con estructura en concreto aparente, plataformas laterales y cobertura metálica, con 6.635m² de área construida. Posee salidas hacia la calle Professor Marcondes Domingues y hacia la Avenida Luiz Dumont Villares (en la esquina con la calle Inglesa), esta última, con acceso para deficientes físicos. Cuenta también con un entrepiso de distribución debajo de las plataformas, además de integración con Terminal de Ómnibus Urbano. 
La capacidad de la estación es de 20.000 pasajeros en horário pico.

### Demanda media de la estación
Otra estación de la línea con poco movimiento, solamente 15 mil personas entran en esta estación, siendo la 3ª menos movida, por encima de la Estación Jardim São Paulo y Estación Carandiru, ambas con 12 mil entradas solamente.

### Líneas de SPTrans
Líneas de la SPTrans que salen de la Estación Parada Inglesa del Metro.
| Línea   | Destino                     |
| ------- | --------------------------- |
| 1764/41 | Cemitério Pq. da Cantareira |
| 1780/10 | Jardim Hebron               |
| 1783/41 | Jardim Labitary             |
| 2740/41 | Horto Florestal             |

## Alrededores de la estación[2]
- Avenida Luiz Dumont Villares
- Terminal Parada Inglesa

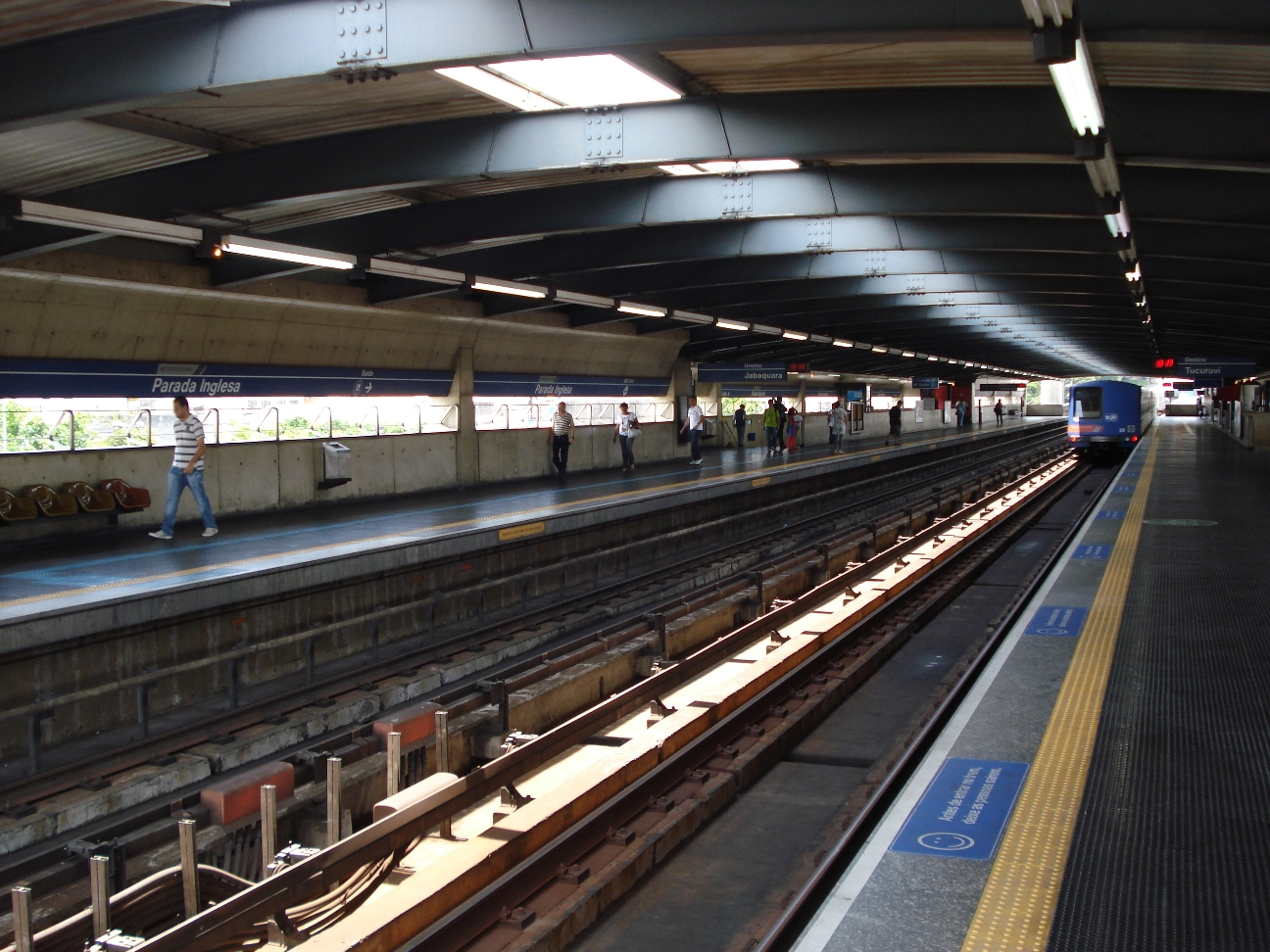
Composición Budd-Mafersa saliendo de la plataforma.

- 4º Batallón de Policía de Tránsito

Religión
- Asociación Cristiana de Amparo a los niños.
- Capilla y Casa de Sta Luzia
- Iglesia Evangélica Batista Macedonia
- Iglesia Santo Antonio
- Iglesia São José
- Parroquia N. Sra dos Prazeres

Educación
- EEPSG Frei Antonio Santana Galvão
- Escuela Adventista de 1º Grado de Tucuruvi
- Externado Padre Luiz Tezza
- Secretaria Municipal de Educación

## Tabla
| Sigla | Estación       | Inauguración        | Capacidad                  | Integración              | Plataformas | Posición | Comentarios                                                                     |
| ----- | -------------- | ------------------- | -------------------------- | ------------------------ | ----------- | -------- | ------------------------------------------------------------------------------- |
| PIG   | Parada Inglesa | 29 de abril de 1998 | 20 mil pasajeros hora/pico | Bilhete Único de SPTrans | Laterales   | Elevada  | Estación con estructura de concreto aparente. Su nombre original era Paulicéia. |